# Zespół nerwu międzykostnego przedniego
Zespół nerwu międzykostnego przedniego, zespół Kiloha-Nevina (ang. anterior interosseous syndrome, Kiloh-Nevin syndrome) – zespół objawów spowodowany uszkodzeniem nerwu międzykostnego przedniego, będącego gałęzią ruchową nerwu pośrodkowego. Objawia się bólem w okolicy dołu łokciowego i bliższej części przedramienia oraz osłabieniem mięśni zginacza długiego kciuka, zginacza głębokiego palców i mięśnia nawrotnego czworobocznego. Charakterystycznym objawem jest niemożność podniesienia monety z gładkiego podłoża palcami wskazującym i kciukiem. Rozpoznanie opiera się na obrazie klinicznym i wyniku badania EMG. Chirurgiczne odbarczenie nerwu daje dobre wyniki.
Zespół opisali Parsonage i Turner w 1948 oraz Leslie Gordon Kiloh i Samuel Nevin w 1952 roku.